# KC-390運輸機
C-390“千禧年”（Millennium）是巴西航空工业公司研发的一种中型双發戰術军用运输机。也可作为空中加油机与受油机。首架量產機於2019年9月4日交付給巴西空軍。

## 研发

### 起源
2005年至2007年間，巴西航空工业公司打算使用已經發展成熟的巴西航空工业E系列中的E-190的機翼與通用电气CF34發動機，並將機艙設計為帶有後坡道、电传操纵系统和合成視覺系統管理的貨艙，C-390的設計基礎概念上是計畫打造一架高單翼版本的E-190。
2006年，巴西航空工业公司放棄了原先理想方向，轉向研究類似於C-130運輸機技術級距的戰術運輸機相關需求，搭配的動力來源初步計畫是如普惠PW6000或羅爾斯·羅伊斯BR700，單具輸出功率大約是17，000-22，000磅力（75.6-98kN）的渦輪扇發動機。 2007年4月正式对外公开研制代号为"C-390"。 這架運輸機會導入巴西航空工业E系列已成熟的子系統，並帶有可以裝卸貨物的後置坡道。2007年4月，新型運輸機計畫在里約熱內盧舉辦的拉丁美洲航太國防工業展首度對外公開。
2008年3月，巴西政府計劃投資6,000萬巴西雷亚尔（約合3,300萬美元）投資發展此架飛機。同時巴西空軍同巴西航空工业公司敲定了一份22-30架飛機的購買意向書 2008年5月，巴西國會撥款八億雷亞爾（4.4億美元）用於該飛機的項目工程與研發。同時有媒體稱，該型機將不僅限巴西空軍，陸軍與海軍也會採購該機型，也有未經證實的消息指政府機構也會采購該種飛機。

### 計劃啓動
2009年4月14日，巴西航空工業公司與巴西政府簽訂價值15亿美元的合約以研製C-390，初期將打造两架原型机。在該項目啓動時，對於飛機的設計已幾乎是全新的設計和技術，而不像原初構想從那樣繼承大部分已發展的技術組合而成，成本與開發時程都因此增延。除保留少量E-190使用的翼剖面設計，機身與機艙設計，機翼，發動機均采用全新設計，C-390在這時已經計畫要取代巴西空軍現役的C-130。雖然戰術運輸機的動力主流是使用渦輪螺旋槳發動機，但巴西航空工業集團評估主流的渦輪扇噴射發動機在耐用性以及運作安全性上，足以應付在不良跑道起降時吸入塵土的狀況，而使用螺旋槳的機種因為槳葉尖端過於接近地面容易受損，在同樣場合時風險更大。最後巴西航空工業集團不將惡劣環境下的操作列為優先（如安托諾夫An-32的設計），而是採用在一般環境下效率良好的国际航空发动机V2500發動機。 2009年10月，巴西國會批准巴西政府向巴西航空工業公司撥款3.05億雷亞爾支付C-390的開發預算。
2010年3月，公布的开发计划将在2014年末交付第一架原型机。7月，在范保罗航展上，巴西空军正式宣布將订购28架该型飞机，巴西航空工業集團則宣佈kc-390的貨運能力增加到21噸（46，000磅）。 2011年巴黎航展，巴西航空工业公司宣布計劃在2018年推出KC-390的民用加长版，預計未來十年訂單量為200-250架。同軍用版相比民用版將在中間機身部分的前後各增加兩個插頭以增加内部容量，同時而將會增加提供一個側面貨艙門。
2011年4月，巴西航空工業公司預計在十年内需要更換695架軍用運輸機。

### 合作伙伴
2010年8月，阿根廷國防部長Nilda Garré宣佈阿根廷將參與該飛機的製造项目。8月24日，智利和巴西國防部長簽署了智利ENAER公司加入C-390工業團隊的協議。 哥伦比亚也签署了协议加入此项目。9月10日，葡萄牙國防部長簽署了加入該計劃的意向書。 2011年12月14日，巴西与葡萄牙同意就在歐洲經濟區生產工程部件簽署國防伙伴關係，由巴西航空工業集團在葡萄牙的子公司“OMGMA"生產部件。
2012年6月，波音公司与巴西航空工业公司簽署KC-390技术合作协议。
2019年11月8日，波音（49%）和巴西航空工業公司（51%）宣佈成立一家合資企業，以促進和開發KC-390的新市場，被稱爲“波音巴西航空工業公司-國防”，但在監管部門的不允許下關閉運營。
2020年4月，波音和巴西航空工業公司終止了合作中的合資企業。

### 供应商
2011年4月，捷克的Aero Vodochody被宣布参与生产后机身、机组舱门、伞兵舱门、应急舱门、机舱盖、货桥、机翼固定前缘。
2011年4月，阿根廷科尔多瓦的Fabrica Argentina de Aviones (FAdeA)制造减速板、前起落架舱门、货桥舱门、整流罩、尾锥、机舱电子设备等。
2011年3月22日，DRS防御解决方案被选定为客户提供加油/运输的货物装卸和空中输送系统。 4月7日，巴西公司ELEB被选中设计和制造的起落架 (巴西航空工业公司的全资子公司)，被选择设计和制造起落架。
于2011年5月5日，巴西航空工业公司表示，它已经选定罗克韦尔柯林斯提供其临线融合航空电子系统的液晶显示器，综合飞行信息系统（IFIS）与电子海图和增强型地图，先进的飞行管理系统（FMS）与广域增强系统，和一个信息管理系统（IMS）来管理数据库和促进与地面基础设施的数据传输。 2012年3月27日，罗克韦尔柯林斯公司宣布，该公司将提供DF-430定向仪和HF-9000高频无线电通讯系统。
2011年6月21日，巴西航空工业公司宣布，它已经选定埃斯特莱恩公司提供的自动油门系统。在2012年1月5日，埃斯特莱恩公司发布新闻稿称，该公司已经被选定由巴西航空工业公司设计和制造方向舵踏板站，选择襟翼，减速板的LRU，起落架杆，车轮分蘖，并自动刹车开关控制面板飞机。
2011年6月23日，梅西埃 - 道蒂公司 (赛峰集团)已被选定为供应轮毂，碳刹车，制动控制系统，起落架收放系统，和前轮转向多方面的。
2011年7月15日，巴西航空工业公司选择利勃海尔航空提供的环境和客舱压力控制系统。
2011年7月26日，巴西航空工业公司宣布其选择BAE系统提供硬件，嵌入式软件，系统设计和集成支持飞行控制电子设备。BAE将执行飞行控制电子设备的飞机上的软件，硬件和系统设计和支持整合。于2012年4月3日，BAE系统公司宣布，它已被选定为主动方棒作为整个驾驶舱控制的一部分。
2011年7月27日，古德里奇公司 宣布，它已经获得了合同，设计和制造一个完全集成的，飞经丝，主飞行控制，包括电动执行器静压系统（EHAS），电备份静水动器（EBHAs）执行器的电子和电气控制。 2012年5月7日，古德里奇宣布它已被选择，以提供用于飞机的其他组件，其中包括空气数据系统，冰检测器，挡风玻璃冰保护控制器，并且燃料量计量和控制系统。

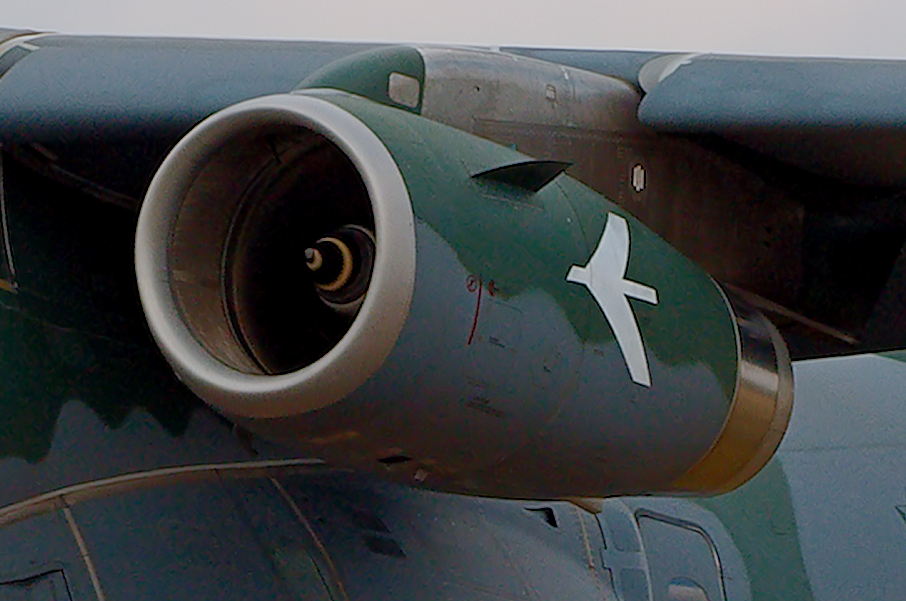
IAE V2500

在2011年7月，巴西航空工业公司宣布，它已经为KC-390选择了IAE V2500-E5涡扇发动机。
2011年9月8日，巴西航空工业公司防务和安全选择SELEX Galileo的Gabbiano酒店战术雷达，型号为T-20。是基于模块化雷达处理器（MRP）的技术和采用使用了SSA（固态放大器）技术的发射机。 多模式雷达结合: GMTI模式提供移动叠加在数字地图上的目标位置; 带SAR模式地图的大片地区；斑特区模式在一个特定的地理产生的高分辨率图像补丁；ISAR模式分类上移动的海上巡逻任务目标; SART模式的紧急情况。
2011年9月8日，巴西航空工业公司宣布，埃尔比特系统公司巴西子公司AEL Sistemas公司已被选定为供应任务计算机。2011年10月26日，Elbit系统公司宣布，其子公司AEL已经获得了一个2500万美元的合同，为飞机开发自我保护套件（SPS），定向红外对抗（DIRCM）和飞行员的方向平视显示系统（HUD）。
2011年10月28日，美国航空航天LMI宣布，被授予44美元万美元的合同，设计和构建完整的机翼缝翼系统。巴西航空工业公司将资助工程，测试和加工用分期付款整个开发过程。 后来，LMI联手ASCO设计和制造的飞机的缝翼导轨机制。
2011年11月14日，巴西航空工业公司提供了西班牙 - 瑞士公司（赛峰集团）与供应配电系统的合同，其中包括：主配电系统（PEPDS），二次配电系统（SPDS）和电力系统（EPS）。
在2011年12月5日，伊顿公司宣布将设计，开发和供应的机身燃油系统部件的KC-390。在2012年4月，巴西航空工业公司防务和安全选择伊顿公司提供的车载惰性气体生成系统。
2011年12月7日，Cobham公司在一份新闻稿中宣布，它已被选定为供应加油探头接收的飞机。
2011年12月14日，汉胜公司宣布，它已被选定为飞机供应电力发电系统。 2012年1月19日，汉胜已被选中来提供辅助动力装置（APU）。
2011年12月14日，OGMA和巴西航空工业公司签署合作协议，OGMA会产生：中央机身面板，电梯，整流罩和起落架门，将在认证阶段支持巴西航空工业公司。
2012年1月11日， 它是由ACSS，L-3通信公司和泰利斯公司的，该公司被选中来提供其T3CAS交通管理计算机为标准的监视航空电子设备套件提供防撞系统的一个合资公司(TCAS)和S模式应答。
2012年1月20日，据宣布，巴西航空工业公司已经选择萨基姆公司（赛峰集团）执行系统的水平安定面配平系统（HSTS）。
2012年5月4日泰雷兹集团近日宣布，它已获得了一份合同，提供惯性导航系统（INS）和KC-390的GPS。这架飞机将装备泰利斯HPIRS（高性能惯性基准系统）。
于2012年6月9日，L-3航电系统被选定为其提供GH-3900电子待机仪表系统（ESIS），FA5001驾驶舱语音和数据记录器和微型快速存取记录。
于2012年8月2日伊顿公司宣布，将在价值410万美元的合同供应发动机驱动液压泵和交流电机泵的KC-390。
于2012年8月20日，霍尼韦尔航空航天集团宣布，它已与巴西航空工业公司的合同，提供其eNfusion AMT-3800对巴西航空工业公司即将推出的KC-390军用运输机的Inmarsat高增益天线系统为多个客户，包括巴西空军。该天线将提供KC-390使用了国际海事卫星组织网络，以提供先进的数据链功能的通信导航监视（CNS）和空中交通管理（ATM）的语音和数据通信能力。通过使用网络，数据可以被发送和接收的“实时”，使通信的连续流，以帮助飞行机组都在地面上，并在空气中最大化操作。
于2012年9月11日，诺斯罗普·格鲁曼宣布，它已与巴西航空工业公司的合同，提供混合动力的全球定位系统（GPS）和惯性参考系统为KC-390。根据合同，该公司在德国的导航系统子公司，诺斯罗普·格鲁门公司LITEF，将提供光纤，陀螺罗盘LCR-100姿态和航向参考系统。
2012年12月19日，天体电子学公司宣布，它已被选中来提供KC-390的外部照明系统。

## 飛行測試

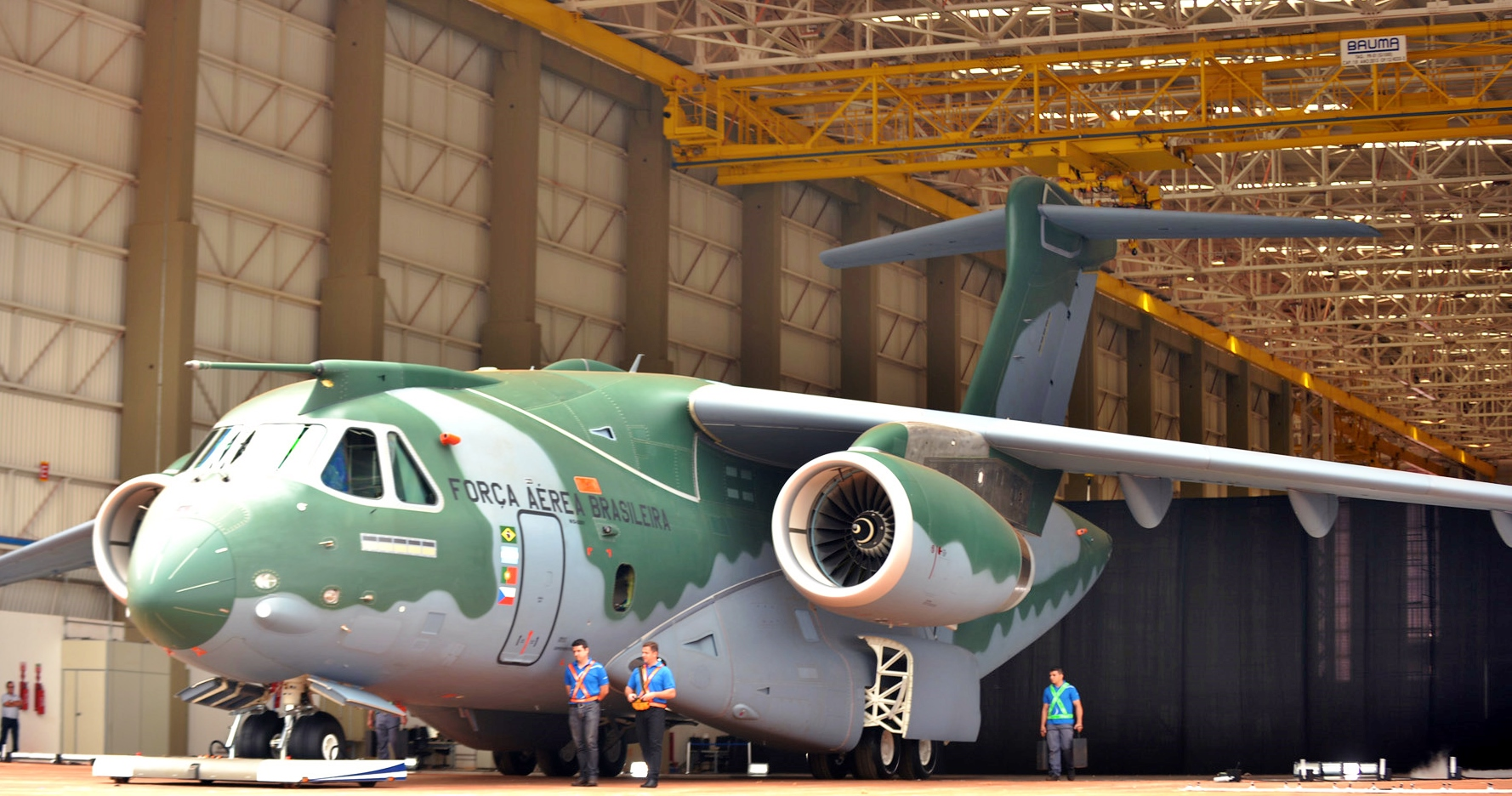
C-390 在2014年10月21日出厰

2014年10月21日，首架原型机在巴航防务与安全分公司的圣保罗州加维奥-培肖特市工厂正式出库。 ，並在2015年2月3日進行了首次試飛。
2015年7月，公司宣佈飛行測試計劃因國内貨幣貶值與政府削減開支而延後兩年，不過第二次試飛仍於10月26日在Gavião Peixoto進行。到
2016年2月，首架原型機的飛行時間已超過100小時。隨著試飛的恢復，製造商預計在2017年對該飛機進行正式的認證，並爭取在2018年開始交付該飛機。在試飛的八個月時間内，kc-390進行了地面振動測試來驗證氣動彈性模型以及對任務，航空電子，起落架，电子飞行仪表系统和飞行控制系统的測試。巴西航空工業公司爲了報告良好的測試可動性，有時會一天進行兩次飛行。飛機也在速度，馬赫數和高度以及所有縫翼，襟翼和起落架位置的限制條件下進行了測試。
第二架原型機（PT-ZNJ)於2016年3月製成，並於4月28日首飛。届時，Richard Aboulafia的Teal集團估計C-390的單價爲5000到5500萬美元，這比大力神運輸機少了1500萬美元。
2017年10月17日，首架原型機（PT-ZNJ）以4500 ft/min的速度從20000英尺無指令下降到3100英尺。 2017年12月，兩架原型機纍計飛行時間達到1500小時，實驗室測試超過四萬個小時，已初步達到作戰能力。
2018年5月5日，首架原型機在巴西 Gaviao Peixoto進行的地面測試中滑出跑道。10月6日，建造的第三架，同時也是第一架量產機首飛。

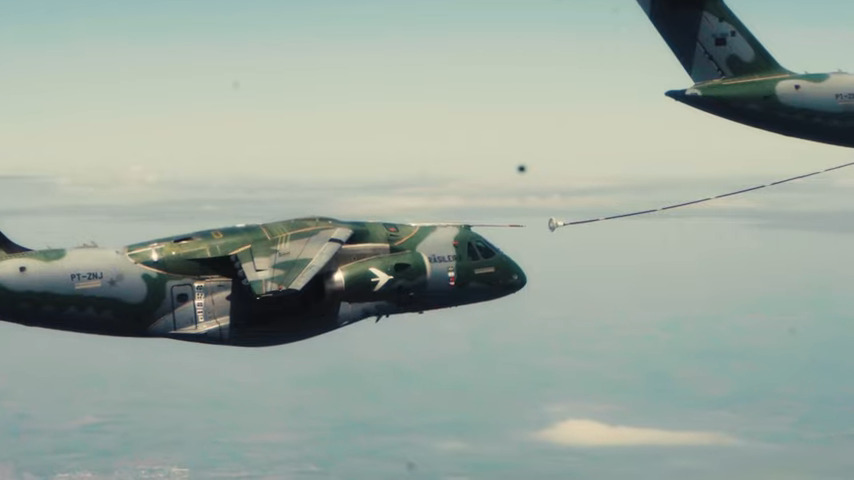
加油認證測試

經過1900小時的測試，kc-390於2018年10月23日獲得巴西民用型號合格證；第一架量產機於2019年上半年交付巴西空軍，2019年10月在南里約格朗德州卡諾阿斯完成機載防禦系統（反制干擾絲、紅外線尋標器干擾器）測試，並在2019年底獲得軍用認證。 原定於首次交付的第三架飛機（PT-ZNG）已重新定向完成認證。
2021年2月8日，巴西航空工業公司和巴西空軍在位於美國阿拉斯加州費爾班克斯進行KC-390在低溫環境下的飛航測試。測試的KC-390從華盛頓州摩西湖起飛，經過6小時28分的飛行抵達費爾班克斯，全程飛機室外最高溫度為零下37.8度，此期間機上全部系統均正常運作。
2022年9月5日，KC-390完成航空滅火測評，該測試中KC-390貨艙搭載可裝載11,300公升水量的模組化滅火系統，滅火系統在不需要額外加設輔助設備的情況下便可固定在貨艙內，並連接飛機供電與控制系統，無須進行貨艙修改。

### 營銷和订货

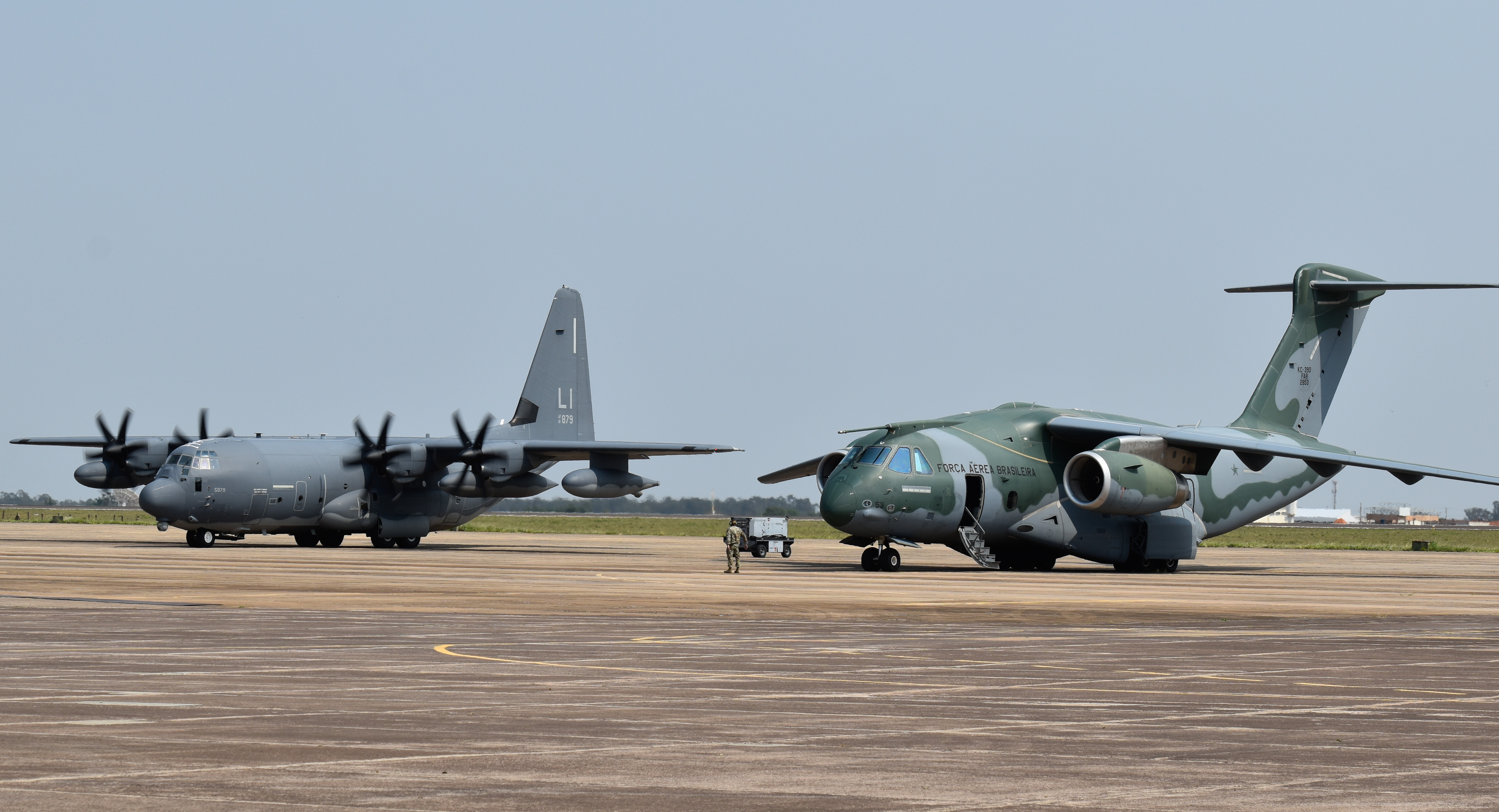
C-130与C-390

C-390作爲噴氣動力替代洛克希德馬丁公司生產的C-130為目標進行銷售。截至2020年12月，巴西，葡萄牙和匈牙利共簽署了35架C-390的訂單，另有四個國家（阿根廷，智利，哥倫比亞和捷克共和國）表示有興趣采購該飛機。
据报道，2007年，巴西邮政Correios有意购买至少5和飞机的最终20至25日，以代替使用商业货运服务的邮件运输。
2011年5月19日，Correios将购买大约15架巴西航空工業公司的飛機。
在2008年9月，葡萄牙空军首席员工，在接受国家航空报社起飞的采訪中透露，在飞机作为一个可能的C-130机队更换服务的兴趣，尽管这种兴趣被概括为POAF正在密切关注在C-390的开发。在2010年2月，进一步通知， 报告说，巴西航空工业公司建议葡萄牙国防部收购KC-390，以替代老化的C-130。 
2011年12月宣布，葡萄牙政府将用于生产的KC-390的一部分，签订巴西航空工业公司的8千7百万欧元合同。
2009年9月7日，法国有意购买10架KC-390巴西购买阵风战斗机谈判的一部分。。
2009年10月2日，瑞典宣布，它將评估KC-390运输机在长期战术空运中的需求與F-X2报价的差距。JAS 39。
2010年7月，巴西空军宣布，它將购买28架飞机。
在2010年8月，智利空军计划订购6架KC-390。9月，哥伦比亚打算订购12架KC-390。  同個月，有报道稱呼，捷克共和国空军可能购买两架KC-390。
2010年10月，巴西航空工业公司宣布，阿根廷空军未来將會购买6架KC-390。
有报道稱，巴西和阿联酋进行谈判以达成协议的军事合作，这一談判将涉及到十月下旬對KC-390的銷售。
2012年2月14日，巴西国防部长宣布，秘鲁有意购买一定数目的KC-390。
2013年4月，已经有六个国家签署了共计60架双发飞机的合同：阿根廷（6），巴西（28），智利（6），哥伦比亚（12），捷克共和国（2）和葡萄牙（6）。
2013年8月在哥伦比亚空军宣布将购买KC-390，以取代其C-130运输机。
2019年10月，烏克蘭總統弗拉基米爾.澤連斯基在與巴西總統會晤時表達了他的國家對C-390的興趣。
2019年11月18日的迪拜航展上，巴西航空工業公司宣佈該飛機在全球市場上的新名稱：C-390千禧年（Millennium）。
2020年11月在匈牙利空軍訂購了兩架巴西航空工業公司KC-390運輸機。
2022年6月在荷蘭空軍訂購了五架巴西航空工業公司C-390M運輸機，荷蘭國防部對C-130的繼任者提出了幾項要求。研究表明C-390M比洛克希德·馬丁公司的C-130J更好，後者被認為是一種替代品。C-390M具有更高的可用性，在多種操作和技術要求上表現更好，並且需要更少的維護。此外，C-390M已經可以滿足4架飛機2400飛行小時的最低要求。C-130J需要5架飛機。
2024年11月9日，巴西航空工业公司在一份声明中表示，瑞典选择C-390M成为该国新型军用运输机。

## 使用者

C-390使用國

奥地利奧地利空軍採購四架
 巴西巴西空军订购了28架KC-390，2023-06-16巴西航空交付第六架C-390，這是第一架以完全作戰能力(FOC)配置交付已滿足FAB定義的所有要求，已經交付的運輸機將進行更新。
第一部隊運輸大隊Zeus
 捷克
 匈牙利匈牙利空軍2020年訂購了兩架KC-390。
 荷蘭荷蘭空軍2022年訂購五架C-390替換C-130H。
 葡萄牙葡萄牙空軍2019年訂購了兩架C-390以替換C-130，第一架於2023年10月16日成軍
 國防採購計劃管理局（DAPA）宣佈南韓採購C-390運輸機，根據簽署的合同，巴西航空工業公司將提供數量不詳的C-390千禧年飛機，這些飛機經過專門配置，以滿足ROKAF的要求，以及包括培訓，地面支持設備和備件在內的服務和支援。
 瑞典
 立陶宛

## 运营历史
巴西
2014年5月20日，巴西政府訂購了28架KC-390，包含後勤等配合項目合約總價72億雷亞爾，加上原本的2架原型機，實際運作機隊為30架。旨在逐步取代巴西空軍的貨運機隊，包括其他C-130。但是在疫情期間經濟狀態不良的情況下，巴西政府在2021年4月向巴西航空公司商談降低採購數量的意向，但是經過6個月的談判結果破局。在11月12日巴西航空公司拒絕政府方案後，巴西政府在同月宣布KC-390採購計畫減少成15架。在協調後，於2022年2月重新修正合約，下修採購數量為22架，交付合約也延長至2034年。第一架KC-390於2019年9月4日正式交付給巴西空軍。KC-390目前配備在戈亞斯州的安那波里斯空軍基地，配備給第1空運大隊(1º GTT)下轄之宙斯中隊。
2021年1月，在第二次COVID-19 大流行期間，位於亞馬遜熱帶雨林的巴西城市瑪瑙斯的醫療負擔過重，需要醫療資源和轉移患者。巴西空軍動員了所有可用的運輸航空進行醫療運輸任務，宙斯中隊在此次任務中派遣了2架KC-390。C-390在這次任務中展現其性能，執行了瑪瑙斯市與該國其他地區鏈接起來的空運任務，運送了各種醫療物資，並從已經醫療負荷過載的瑪瑙斯運送了數百位患者。
 匈牙利
2020年11月17日，在匈牙利退役最後一架蘇聯時代獲得的安托諾夫An-26運輸機接近六個月后，巴西航空工業公司宣佈與匈牙利簽訂了兩架KC-390的訂單，以及相關的培訓，支援和維護，這筆採購並未宣布合約金額，外界從先前合約推測，總採購價可能在3億美元左右。第一架飛機已在2024年交付給匈牙利空軍，第二架則將於2025年交付。匈牙利國防軍訂購的配置包括重症監護室（ICU）套件，使匈牙利能夠在國外的人道主義任務中提供重症監護能力。
 葡萄牙
2019年，巴西航空工業公司向葡萄牙國防部建議提供使用C-390作爲葡萄牙空軍老化的C-130機隊的替代方案。 2011年12月，葡萄牙政府將與巴西航空工業公司簽署一份價值8700萬歐元的合同，用於生產部分C-390。.
2017年，葡萄牙政府授權購買5架C-390，並有增購1架之選擇權。最終葡萄牙軍隊將花費8.27億歐元（9.17億美元）購買5架C-390以及用於飛行員培訓的飛行模擬器。首架飛機在2022年11月16日飛抵葡萄牙貝雅的貝雅空軍基地交機進行轉換訓練與測評，交付計劃預計於2027年2月完成。

## 规格（KC-390）
参考资料：巴西航空工业公司 flightglobal.com航空周刊
基本信息
- 机组：2
- 容量：[13]

- 80名乘客或
- 66名伞兵或
- 7具463L主托盤或
- 74具担架病人与8名医疗人员或
- 2－3辆悍马级轮式车辆

货舱： 长17.75m×宽3.45m×高2.9m燃油： 37.4 tons (74,800 lb, 33,929 kg)
性能
武器

航電

- 羅克韋爾柯林斯 Pro Line Fusion

### 系統和設備
- RWR / 箔條和信號彈 (自衛系統)
- DIRCM - 定位紅外對抗 (自衛系統)
- 機上加油系統
- 雙 HUD系統
- 與夜視系統兼容的客艙照明
- CCDP - 連續計算滴點，一種自動化，准確的滴點計算系統[122]
- CDS - 空投包空投系統[123]
- LVAD - 低速空投系統[123]
- EEPGS –應急發電機系統 (RAT型或衝壓空氣渦輪機)

## 現役軍用運輸機貨運能力比較
| 機型        | 最大載重（噸） | 貨艙長度          | 貨艙寬度         | 貨艙高度         |
| ----------- | -------------- | ----------------- | ---------------- | ---------------- |
| An-124      | 150            | 36（118英尺）     | 6.4（21英尺）    | 4.4（14英尺）    |
| C-5M        | 127.5          | 37（121英尺）     | 5.8（19英尺）    | 4.1（13英尺）    |
| An-22       | 80             | 32.7（107英尺）   | 4.44（14.6英尺） | 4.44（14.6英尺） |
| C-17        | 77.5           | 26.83（88.0英尺） | 5.49（18.0英尺） | 3.76（12.3英尺） |
| Y-20B       | 66             | 20（66英尺）      | 4（13英尺）      | 4（13英尺）      |
| Il-76MD-90A | 60             | 20（66英尺）      | 3.4（11英尺）    | 3.4（11英尺）    |
| A400M       | 37             | 17.71（58.1英尺） | 4（13英尺）      | 3.85（12.6英尺） |
| C-2         | 36             | 16（52英尺）      | 4（13英尺）      | 4（13英尺）      |
| C-390       | 26             | 18.5（61英尺）    | 3（9.8英尺）     | 3.4（11英尺）    |
| Y-9         | 20             | 16.2（53英尺）    | 3.2（10英尺）    | 2.6（8.5英尺）   |
| C-130J-30   | 19.8           | 16.76（55.0英尺） | 3.02（9.9英尺）  | 2.74（9.0英尺）  |